# Abt Sportsline

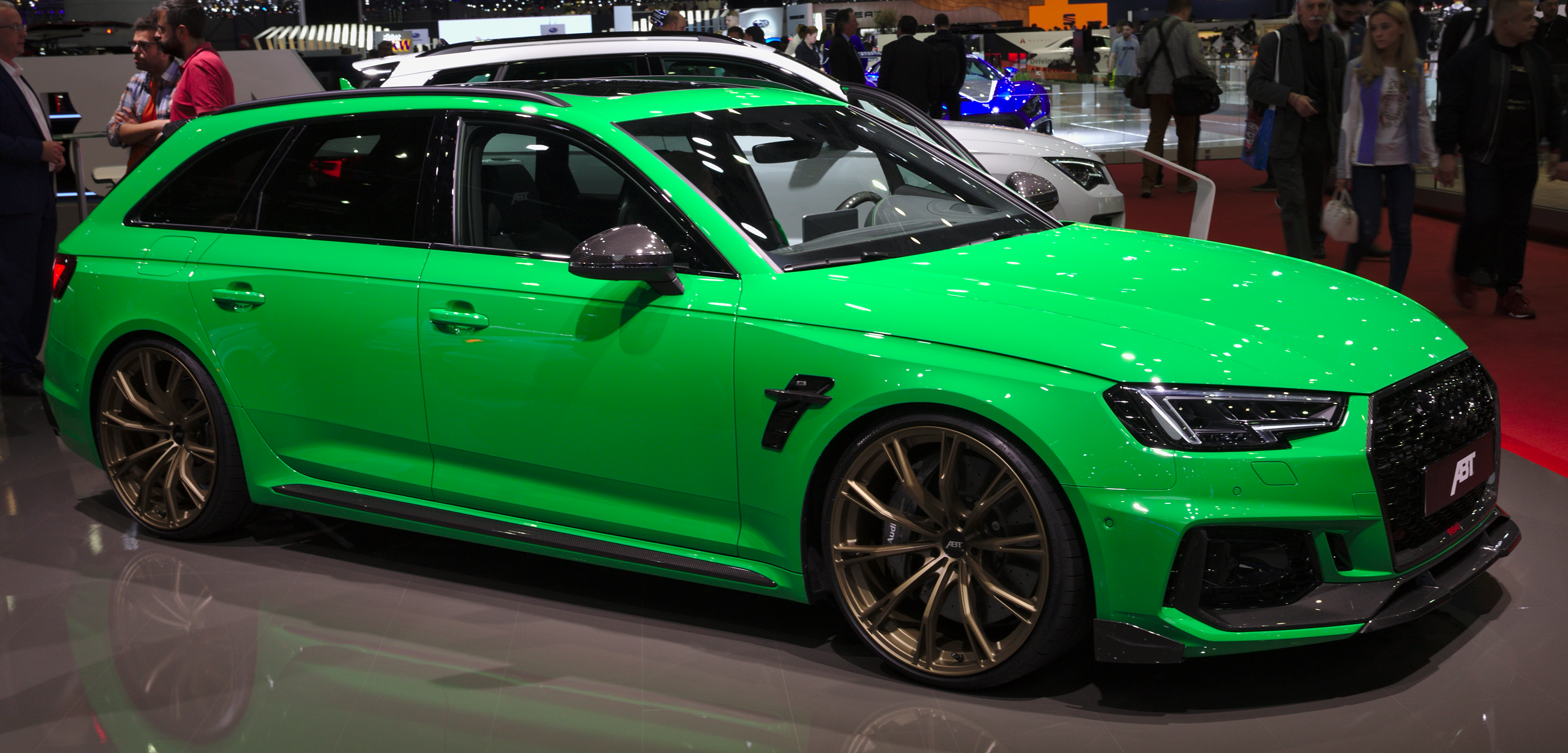
Abt RS4-R Avant

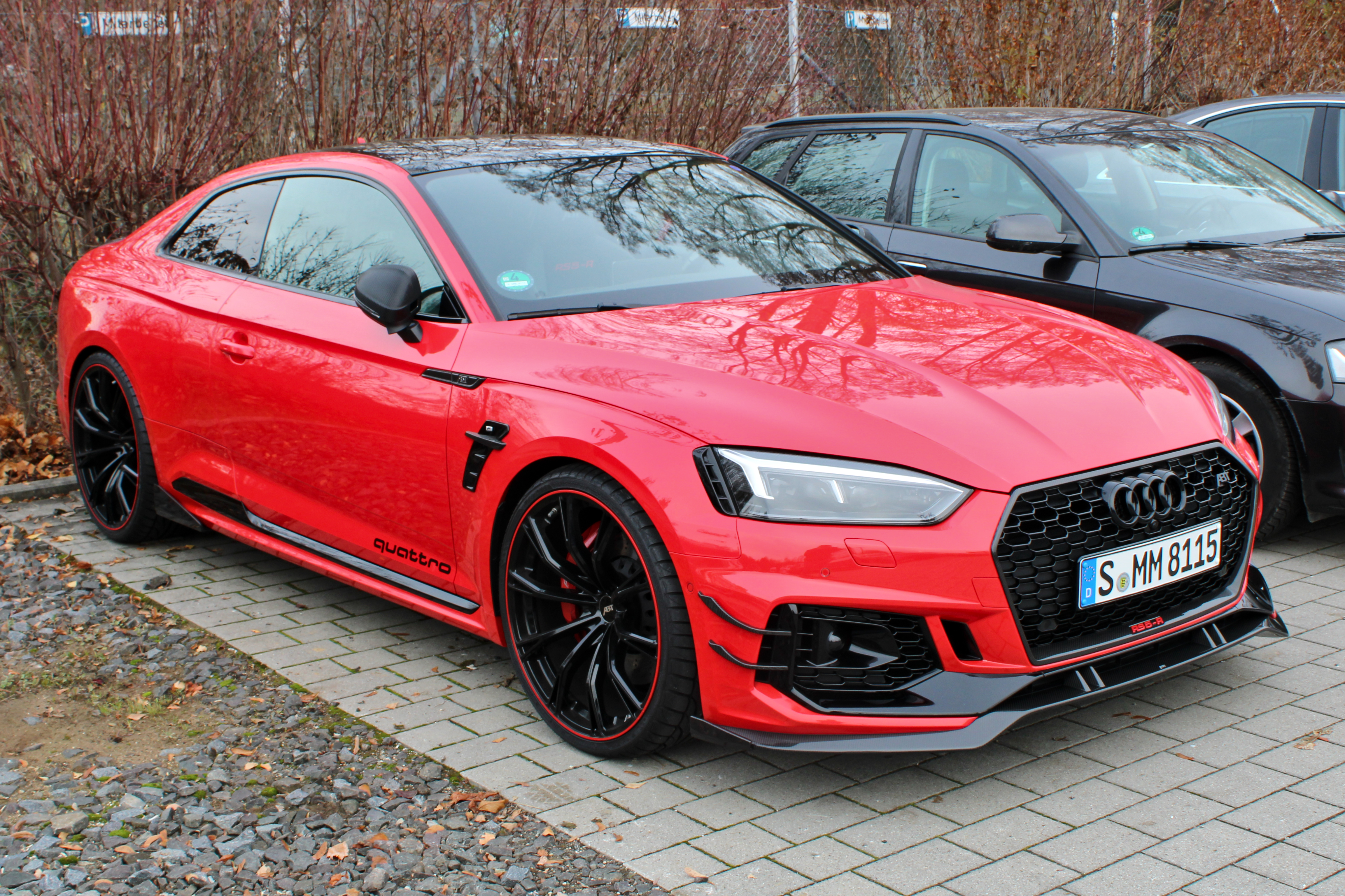
Abt Audi RS5-R

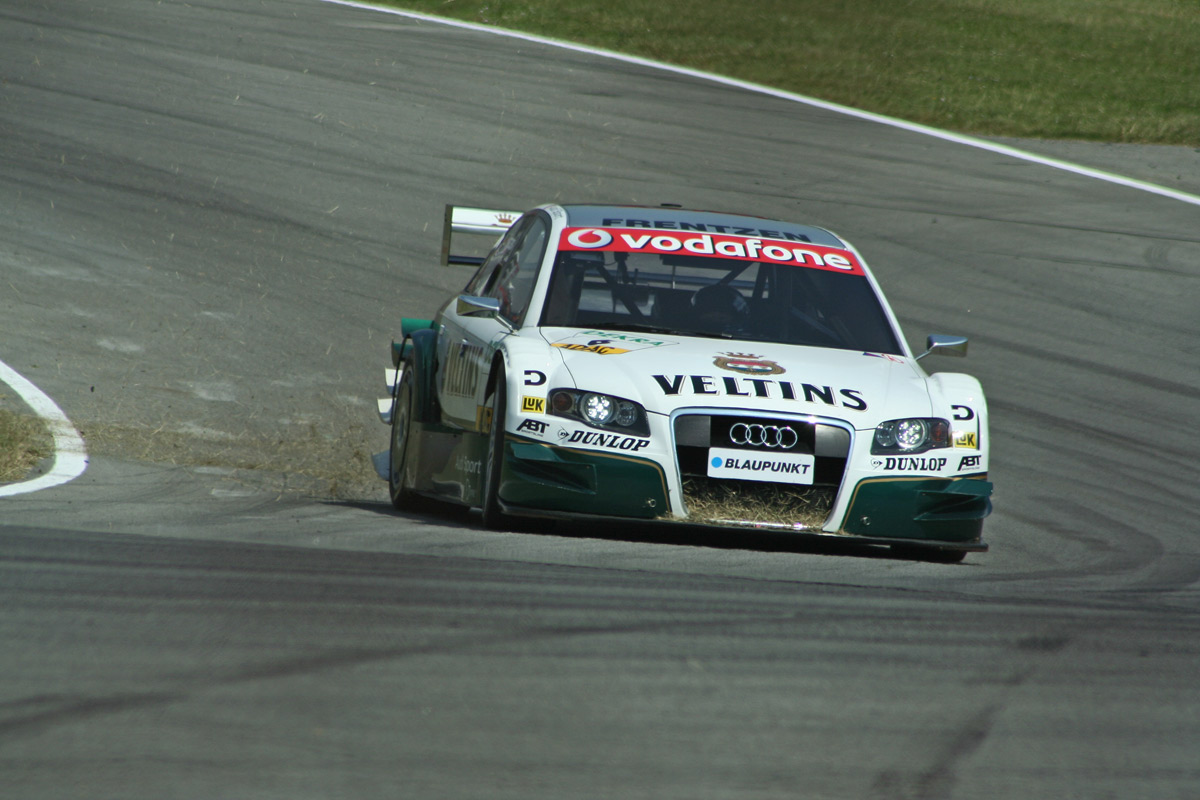
Abt Audi A4

A Abt Sportsline é uma companhia de corridas de automobilismo e de tuning automotivo com sede em Kempten im Allgäu, Alemanha. Abt trabalha, principalmente, com a Audi e com as marcas do Grupo Volkswagen (Volkswagen, Škoda e SEAT).

## História
Johann Abt (* dezembro 1935; † 11 outubro 2003), foi um piloto de corridas da Abarth até 1970. Pouco tempo depois, voltou às corridas com carros da sua própria equipe, ganhando o "Trophée de l'Avenir" e outras séries.
Desde a morte de Johann , em 2003, a companhia , com 100 empregados, tem sido chefiada pelos irmãos Hans-Jürgen Abt (director) e Christian Abt (que também é um piloto de carros de corrida) filhos de Johann.
Depois de Christian Abt ter ganho o título do campeonato alemão de Supertouring STW em 1999 com um Audi A4, foi feita a decisão de se juntarem à Deutsche Tourenwagen Masters. O novo Abt-Audi TT-R inicialmente mostrou a sua falta de tempo de desenvolvimento, mas em 2002 a equipe celebrou o seu maior sucesso na história da companhia com o título de Laurent Aïello na DTM.
Na época da DTM de 2003, a Abt deu ao seu aprendiz de 19 anos Peter Terting a oportunidade de conduzir um dos seus carros de 470 cv, depois de o iniciado ter ganho a Taça ADAC VW Lupo em 2002. No entanto o jovem não conseguia lidar com a pressão nas competições profissionais ,mas a jogada da Abt é notável de qualquer maneira.

## Mercado
A Abt usou muito do seu conhecimento nas corridas e adaptou-o para estrada, fazendo com que a companhia de tuning tenha sucesso para a inteira linha de produtos do Volkswagen (incluindo Audi).

## Carros Notáveis
- AS4-R - Um A4 Avant altamente modificado, o AS4-R possui um motor 2.7 V6 biturbo que produz 480 cv à 6800 rpm e 565 Nm de torque à 3300 rpm.
- TT-R - Um Audi TT V6 sobrealimentado de segunda geração.
- R8-R - Um Audi R8 da Abt que ainda não foi lançado para venda vai ter um supercompressor junto com o incrível motor 4.2 V8 da Audi para produzir 530 cv.
- R8 GT R - Uma versão do Audi A8 V10 altamente modificada, que a Abt Sportsline chama "um campeão de corridas para a estrada". O Abt R8 GT R tem uma versão modificada do motor 5.2 V10, aumentando a potência de 525 cv para 620 cv. Muitas partes novas do exterior do carro foram feitas de fibra de carbono, baixando o peso do carro em 100 kg (220 lb). O interior tem muitas modificações para parecer mais com um carro de corridas, incluindo assentos de corrida, um extintor, um cinto de segurança de 4 pontos, uma barra de rolagem e um novo volante. Foram feitas outras modificações para tornar este carro de corrida legal nas estradas.[2]

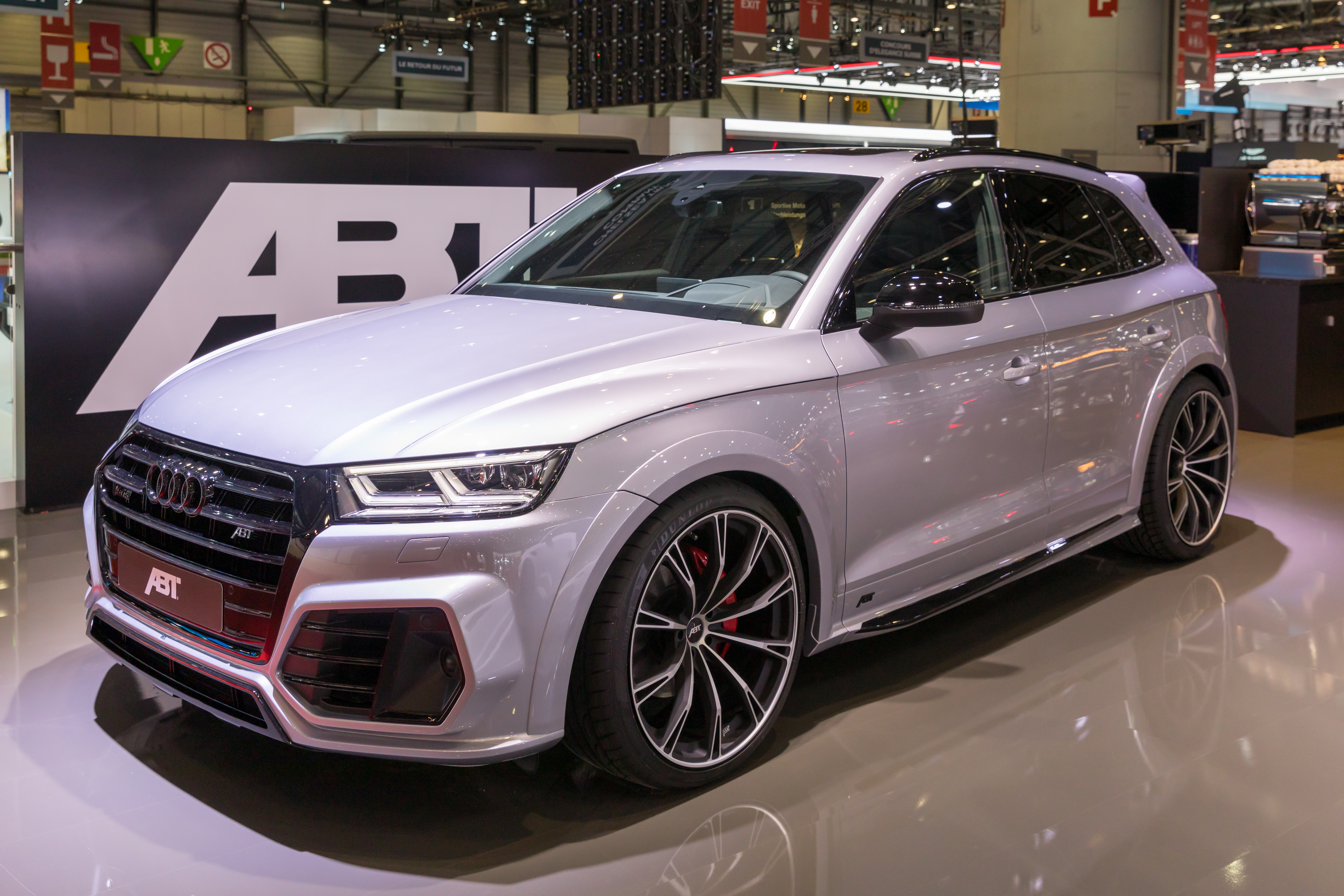
Abt Audi Q5

## Esporte a motor
Depois de participar de uma corrida de motocicleta, o fundador da empresa, Johann Abt, iniciou sua carreira profissional e a carreira de esportes a motor da empresa em geral. Hoje, a ABT Sportsline é uma das equipes de automobilismo mais bem-sucedidas e já ganhou vários campeonatos nas mais importantes categorias de corridas da Alemanha, como o Super Touring Car Cup (1999), Deutsche Tourenwagen Masters (DTM, títulos em 2002, 2004, 2007, 2008 e 2009) e ADAC GT Masters (títulos em 2009 e 2010). De 2004 até 2020, a Abt Sportsline foi uma das equipes oficiais da fábrica da Audi sob o nome Audi Sport Team Abt Sportsline. E, desde 2021, a companhia compete no DTM como Team Abt Sportsline.
O ano mais bem sucedido da ABT Sportsline no automobilismo foi 2009, recebendo honras em três categorias de corridas de uma só vez: o DTM com Timo Scheider, o ADAC GT Masters com Christian Abt e o ADAC Formel Masters com Daniel Abt. Em 2013, Daniel Abt atuou na GP2 Series e, a partir de setembro de 2014, juntou-se a Lucas Di Grassi como o segundo piloto da sua recém-criada equipe para a disputa da temporada inaugural do Campeonato de Fórmula E da FIA, onde a ABT participou das temporadas de 2014–15, 2015–16 e 2016–17 como a única equipe alemã. A equipe ingressou na nova categoria sob a bandeira Audi Sport e era denominada Audi Sport ABT Formula E Team, mas com a equipe sendo totalmente integrada na Team Abt Sportsline e sediada em Kempten, na Alemanha.
Para a temporada de 2015–16, a Abt estabeleceu uma parceria com a Schaeffler para projetar e fabricar seus trens de força, com a equipe passando a se denominar ABT Schaeffler Audi Sport Em 7 de julho de 2017, a Audi que já era parceira da Abt desde a primeira temporada, anunciou que assumiria o controle total da equipe de Fórmula E a partir da temporada de 2017–18, com a equipe sendo renomeada para Audi Sport ABT Schaeffler. Mas, a parceria entre as duas empresas continuou para a temporada de 2017–18, com a equipe sendo coordenado in loco nos ePrixs pelo pessoal da Abt, mas com a montadora comandando as ações do time por completo.
Após passar uma temporada longe da categoria, devida a retirada da Audi da categoria no final da temporada 2020–21, a Abt Sportsline anunciou seu retorno a disputa da Fórmula E a partir da temporada 2022–23 com sua equipe sendo nomeada de ABT CUPRA Formula E Team, devido a uma parceria de patrocínio com a Cupra. Em janeiro de 2024, a ABT e a Mahindra confirmaram a rescisão do contrato de fornecimento para a temporada de 2024–25 da Fórmula E. E, em abril, foi anunciado que a equipe iria utilizar trens de força fabricados pela Lola Cars e Yamaha, que formaram uma parceria técnica para ingressar na Fórmula E como fabricante na temporada de 2024–25. Com a equipe sendo renomeada para Lola Yamaha ABT Formula E Team. Em novembro do mesmo ano, foi divulgado que a Lola Cars havia adquirido a propriedade da licença de entrada da Fórmula E da equipe Lola Yamaha ABT Formula E Team, que era de propriedade da Abt Sportsline, mas com a Abt permanecendo como o operador da equipe.
A Abt fez uma parceria com a Cupra para entrar na categoria de corridas fora de estrada elétricas, a Extreme E, em 2021, com a equipe recebendo a denominação Abt Cupra XE. A equipe deixou a categoria no final de 2023, mas está aberta para entrar na nova categoria de corridas fora de estrada baseada em hidrogênio, a Extreme H, em 2025.